# علی عسگری (بازیگر)
علی عسگری (زاده ۱۳۱۶ در تهران – درگذشته ۱۳۸۳ قم) بازیگر، نویسنده، کارگردان و دستیار کارگردان سینما و تلویزیون بوده‌است.

## کارنامه
| سال  | نام فیلم           | نقش/ سِمَت                |
| ---- | ------------------ | ----------------------- |
| ۱۳۴۴ | شیطان سفید         | بازیگر                  |
| ۱۳۴۹ | کوچه مردها         | بازیگر                  |
| ۱۳۵۰ | میعادگاه خشم       | دستیار کارگردان         |
| ۱۳۵۲ | بلند پرواز         | نویسنده                 |
| ۱۳۵۴ | نازنین             | دستیار کارگردان         |
| ۱۳۵۶ | بوی گندم           | منشی صحنه               |
| ۱۳۵۷ | قدغن               | بازیگر/ دستیار کارگردان |
| ۱۳۵۹ | خونبارش            | بازیگر                  |
| ۱۳۶۱ | عفریت              | طراح اولیهٔ داستان       |
| ۱۳۶۱ | رهایی              | دستیار کارگردان         |
| ۱۳۶۲ | میرزا کوچک خوان    | بازیگر/ دستیار کارگردان |
| ۱۳۶۲ | سردار جنگل         | دستیار کارگردان         |
| ۱۳۶۲ | پیک جنگل           | دستیار کارگردان         |
| ۱۳۶۳ | شکار در شب         | نویسنده/ با تشکر از     |
| ۱۳۶۳ | پیراک              | بازیگر                  |
| ۱۳۶۳ | یک روز گرم         | کارگردان                |
| ۱۳۷۰ | مرغابی وحشی        | بازیگر                  |
| ۱۳۷۹ | آواز خوان          | گروه فنی فیلم‌برداری     |
| ۱۳۸۰ | شب بخیر غریبه      | نویسنده                 |
| ۱۳۸۶ | خروس جنگی          | دستیار صحنه             |
| ۱۳۸۷ | دل شکسته           | بازیگر/امور مالی        |
| ۱۳۸۷ | ترانه تنهایی تهران | دستیار کارگردان         |
| ۱۳۹۴ | پری دریایی         | طراح چهره‌پردازی         |